# Don Juan (oseba)
Don Juan je literarni lik, ki ga je v španski književnosti izoblikoval Tirso de Molina.

## Tirso de Molina in nastanek Don Juana
Tirso de Molina velja za enega najpomembnejših španskih dramaturgov sedemnajstega stoletja. Lik Don Juana je izoblikoval v enem izmed svojih najpomembnejših del, v komediji El burlador de Sevilla y convidado de piedra. To delo je napisal v letih 1612–1625, objavljeno pa je bilo leta 1630.

## El burlador de Sevilla y convidado de piedra
Gre za gledališko delo, v katerem mora glavni lik Don Juan Tenorio, prevarant in drzen zapeljivec žensk, oditi iz Neaplja zaradi prevare vojvodinje Isabele, saj se je izdajal za njenega zaročenca. Ko se vrne v Španijo, že nadaljuje s svojimi prevarami - mladenki Tisbei obljubi poroko, ko pa se je naveliča, se vrne v Seviljo. Tam poskusi zapeljati Donjo Ano, vendar njegove zle namene odkrije njen oče, Don Gonzalo de Ulloa, katerega iz strahu Don Juan ubije; umor mu uspe izpeljati tako, da kot krivca prikaže Aninega zaročenca. Po tem dogodku za nekaj časa pobegne iz Sevilje, ko pa se vrne, aleti na grob Don Gonzala, kjer se norčuje iz pokojnika, češ da ga vabi na večerjo, vendar pa se Don Juanovo norčevanje uresniči – na večerji se pojavi kamniti kip Don Gonzala, ki pa Don Juanu vrne povabilo na večerjo. Don Juan sprejme povabilo in že naslednji dan odide v kapelo, kjer pa ga kip Don Gonzala zvleče v pekel, brez možnosti kesanja za grehe.
V tem delu je Tirso de Molina združil dva mita: Don Juana kot norčevalca ter zapeljevalca in prevaranta žensk in Don Juana kot razuzdanca, ki mrtvega povabi na večerjo. Oba mita je v romantiki preobrazil José Zorilla.

## Nadaljnji razvoj mita o Don Juanu
Eno izmed pomembnejših del, ki vsebuje mit o Don Juanu, je delo Don Juan Tenorio, katerega avtor je José Zorilla. V tem delu literarni lik Don Juan doživi ključno preobrazbo. Gre za preobrazbo dveh Molinovih mitov – norčevalca in razuzdanca – v romantičen duh. José Zorilla oblikuje romantično interpretacijo lika Don Juana, kateremu doda človeške vrline, glavna izmed njih pa je ljubezen.
Avtor z vrlino ljubezni očisti zgodovino Don Juana in z njo doseže kesanje junaka in pa očiščenje njegove duše, kar ga popelje v odrešenje – gre torej za srečen konec, kar pa je veliko nasprotje z Molinovim likom Don Juana, katerega pričaka tragičen konec. Do romantičnega Don Juana je bil ta lik na koncu vedno kaznovan za svoje grehe in je končal v peklu, z delom Zorille pa se to spremeni.

## Dela, ki vsebujejo mit o Don Juanu od Tirsa de Moline do danes
- Tirso de Molina, (Gabriel Téllez) o Andrés de Claramonte: El burlador de Sevilla y convidado de piedra (1625).
- Pedro Calderón de la Barca: No hay cosa como callar (1639)
- Alonso de Córdoba y Maldonado: La venganza en el sepulcro, del siglo XVII.
- Paolo Zehentner: Promontorium Malae Spei (1643)
- Giacinto Andrea Cicognini: Il convitato di pietra (1650)
- Dorimon (Nicolas Drouin): Le Festin de Pierre, ou le Fils Criminel (1658)
- Molière: Dom Juan ou Le Festin de Pierre (1665)
- Rosimon: Festin de Pierre, ou l’Athée Foudroyé (1669)
- Thomas Shadwell: The Libertine (1676)
- Antonio de Zamora: No hay plazo que no se cumpla ni deuda que no se pague o Convidado de piedra (1714)
- Carlo Goldoni: Don Giovanni Tenorio ossia Il Disoluto (1736)
- Christoph Willibald Gluck y Gasparo Angiolini: Don Juan, balet (1761)
- Choderlos de Laclos: Las amistades peligrosas (1782)
- Lorenzo da Ponte: libreto de Don Giovanni, ópera de Mozart (1787)
- E.T.A. Hoffmann: Don Juan, novela (1813)
- Lord Byron: Don Juan, poema épico (1819-1824)
- Christian Dietrich Grabbe: Don Juan und Faust (1829)
- Aleksander Puškin: Kamenyi Gost (El convidado de piedra) (1830)
- George Sand: Lélia (1833) y Le Château des Désertes (1851)
- Prosper Mérimée: Les âmes du Purgatoire, novela (1834)
- Blaze de Bury: Le souper chez le Commandeur (La cena en la casa del comendador (1834))
- Alexandre Dumas: Don Juan de Marana ou la Chute dun ange (1836)
- José de Espronceda: El estudiante de Salamanca, poema (1840)
- Franz Liszt: Réminiscences de Don Juan, inspirado en la ópera de Mozart (1841)
- Søren Kierkegaard: Diario de un seductor (1843)
- Nikolaus Lenau: Don Juan (1844)
- José Zorrilla: Don Juan Tenorio (1844)
- Ventura de la Vega: El hombre de mundo (1845)
- Gustave Levasseur: Don Juan barbon (1848)
- Jules Virad: La vieillesse de Don Juan (La vejez de Don Juan, 1853)
- Charles Baudelaire : Don Juan aux enfers, poema (1861)
- Guerra Junqueiro: A morte de D. Joao, poema (1874)
- Rafael María Liern: Dona Juana Tenorio (Imitacion burlesca de escenas de Don-Juan Tenorio en un acto y en verso, 1876)
- Ford Madox Brown: The Finding of Don Juan by Haidee, pintura (1878)
- Paul Heyse: Don Juans Ende (El fin de don Juan, 1883)
- Leopoldo Alas Clarín: La Regenta (1884-1885) – El personaje donjuanesco Álvaro Mesía
- Ramón de Campoamor: Don Juan (pequeńo poema) (1886)
- Benito Pérez Galdós: Fortunata y Jacinta (1886-1887) – El personaje donjuanesco es Juan Santa Cruz
- Richard Strauss: Don Juan, poema sinfónico (1888)
- Jacinto Octavio Picón: Dulce y sabrosa (1891) – novela
- José de Echegaray: El hijo de Don Juan (1892)
- Salvador Toscano Barragán: Don Juan Tenorio (1898) – film
- Enrique Menéndez Pelayo: Las noblezas de Don Juan (1900)
- Eduardo Zamacois: El seductor (1902)
- Henri Lavedan: Le Marquis de Priola (El marqués de Priola, 1902)
- George Bernard Shaw: (El hombre y el superhombre, 1901-1903) – teatro
- Ramón del Valle-Inclán: Las sonatas (1902-1905) – el Marqués de Bradomín (un Don Juan feo, católico y sentimentalt)
- Joaquín Dicenta: La conversión de Mańara (1905)
- Pablo Parellada: El Tenorio modernista (1906)
- Ruperto Chapí: Margarita la tornera (inspirado en José Zorrilla), ópera (1906)
- Guillaume Apollinaire: Les exploits un jeune Don Juan, novela (1907)
- Albert Capellán: Don Juan (Francia, 1907) – película
- Blanca de los Ríos: Las hijas de Don Juan (1907)
- Antonio Paso, Carlos Servet e Ildefonso Valdivia: Tenorio feminista (Parodia lírica mujeriega) (1907)
- Oskar Messter: Don Juan heiratet (Alemania: Don Juan se casa, 1909)
- Gastón Leroux: Le Fantôme de Opéra (1910) – incluye la ópera Don Juan Triumphant, novela.
- Jacinto Octavio Picón: Juanita Tenorio (1910)
- Aleksandr Blok: Los pasos del comandante (1910-12)
- Ricardo de Bańos: Don Juan Tenorio (1910 y 1921) – película
- Jacinto Grau: Don Juan de Carillana (1913), El burlador que no se burla (1927)
- y Don Juan en el tiempo y en el espacio (1954), ensayo.
- Ott Rank: Don Juan, eine Gestalt (1914)
- Eduardo Bencivenga: Don Giovanni (Italia, 1916) – película
- Lajos Biró (húngaro): Las tres noches de don Juan (1917)
- Serafín y Joaquín Álvarez Quintero: Don Juan, buena persona (1918)
- Henri Bataille: L&#39;Homme ŕ la rose (El hombre de la rosa, 1920)
- Edmond Rostand: La Derničre Nuit de Don Juan (La última noche de Don Juan) (1921)
- Henri René Lenormand: L&#39;Homme et ses fantômes (El hombre y sus fantasmas, 1921)
- José Ortega y Gasset: Introducción a un Don Juan (1921) – en Obras Completas.
- Madrid: Revista de Occidente, 1961, vol. VI, pp. 121-137.
- Federico García Sanchiz: Ha llegado Don Juan (Breve ensayo dramático) (1921)
- Gregorio y María Martínez Sierra: Don Juan de Espańa (1921)
- José María de Granada: Si fue Don Juan andaluz (1921)
- Azorín: Don Juan (1922)
- Marcel Prévost: Les Don Juanes (Las don Juanes) (1922)
- Marcel Herbier: Don Juan et Faust (Don Juan y Fausto, Francia, 1922) – película
- Reinhold Schünzel: Die Drei Marien und der Herr von Marana (Las tres Marías y el seńor de Mańara, Alemania, 1922) – película
- Ortega Y Gasset, José: “Las dos ironías,  o Sócrates y Don Juan” (en su “El tema de nuestro tiempo”, 1923. En Obras Completas, Madrid: Revista de Occidente, vol. 3, p. 174-179).
- José Bergamín: Don Juan (1923), minidrama incluido en El cohete y la estrella
- Américo Castro: Don Juan en la literatura espańola (1924)
- Azorín: Dońa Inés (Historia de amor) (1925)
- Eduardo Marquina y Alfonso Hernández Catá: Don Luis Mejía (1925)
- Ramón Pérez de Ayala: Tigre Juan y El curandero de su honra (1925)
- Juan Ignacio Luca de Tena: Las canas de Don Juan (1925)
- Ramón del Valle-Inclán: El terno del difunto (1926) – esperpento
- Alan Crossland: Don Juan (Estados Unidos, 1926) – película
- John Francis Dillon: Don Juans Three Nights (Las tres noches de Don Juan, Estados Unidos, 1926)
- Ramiro de Maeztu: Don Quijote, Don Juan y la Celestina. Ensayos en simpatía (1926)
- Antonio Machado y Manuel Machado: Don Juan de Mańara (1927)
- Francisco Villaespesa : El burlador de Sevilla (1927)
- Serafín y Joaquín Álvarez Quintero: Don Juan (1927)
- Jacinto Grau: El burlador que no se burla (1927)
- Andreu Moragas: El seńor don Juan Tenorio (1927) – película
- Federico Oliver y Crespo: Han matado a Don Juan (1929)
- Ramón del Valle-Inclán: Las galas del difunto (1930) – esperpento
- Enrique Jardiel Poncela: Usted tiene ojos de mujer fatal (1932)
- Manuel Villaverde: Carmen y Don Juan (1932)
- Miguel de Unamuno: El hermano Juan o El mundo es teatro (1934)
- Douglas Fairbanks: The Private Life of Don Juan, película (1934)
- Alexis Korda: The Private Life of Don Juan (La vida privada de Don Juan, Gran Bretańa, 1934)
- André Obey: Don Juan (1934-49)
- Pedro Muńoz Seca y Pedro Pérez Fernández: La plasmatoria (1935)
- Ödön von Horváth: Don Juan kommt aus dem Krieg (Don Juan regresa de la Guerra) (1936)
- Federico García Lorca: Diego Corrientes (tópico andaluz en tres actos) – esbozo de una tragedia teatral en la que el bandolero andaluz aparecía caracterizado como auténtico Don Juan romántico
- René Cardona: Don Juan Tenorio (México, 1937) – película
- Sylvia Townsend Warner: After the Death of Don Juan, novela (1938)
- Gregorio Marańón: Don Juan en París (1939) – un cuento
- Gregorio Marańón: Don Juan. Ensayos sobre el origen de su leyenda (1940)
- Paul Goodman: Don Juan or, The Continuum of the Libido, novela (1942)
- Eduardo Marquina: El estudiante endiablado (1942)
- Albert Camus: El mito de Sísifo (1942) – capítulo dedicado al &quot;El donjuanismo&quot;
- Azorín: Capricho (1943)
- Josef Toman: Don Juan (1944)
- Juan Ignacio Luca de Tena: De lo pintado a lo vivo (1944), cuya versión revisada de 1963 llevaba el título de Don Juan de una noche
- Dionisio Ridruejo: Don Juan (1945)
- Suzanne Lilar: Le Burlador, romance (1946) – reinterpreta el mito de Don Juan desde la perspectiva femenina.
- Luis César Amadori: Don Juan Tenorio (Argentina, 1948) – película
- Vincent Sherman: The Adventures of Don Juan (Las aventuras de Don Juan, 1948) – película
- Adventures of Don Juan, película protagonizada por Errol Flynn (1949)
- Salvador de Madariaga: Don Juan y la Don Juanía (1950)
- Jacinto Benavente: Ha llegado don Juan (1952)
- Max Frisch: Don Juan oder die Liebe zur Geometrie y Nachträgliches zu Don Juan (1953) – Don Juan o el amor a la geometría.
- Miguel Mihura: A media luz los tres (1953)
- A. Perla: Don Juan Tenorio (1953) – película
- Ronald Frederick Duncan: Don Juan (1954)
- Ingmar Bergman: Don Juan, teatro (1955)
- John Berry: Don Juan (El amor de don Juan) (Espańa-Francia, 1956) – película
- Henry de Montherlant: Don Juan (1958)
- Carlos Llopis: El amor en microsurco (1958)
- Juan Mateu: Don Juan Tenorio, &quot;El refugiao&quot; (1958)
- Roger Vailland: Monsieur Jean (1959)
- Juan Antonio Bardem: Sonatas (1959) – película basa en las Sonatas de Valle- Inclán
- José Bergamín: Lázaro, Don Juan y Segismundo (1959)
- Ingmar Bergman: El Ojo del Diabolo, película (1960)
- Gonzalo Torrente Ballester: Don Juan, novela (1963)
- Alonso Millán: La vil seducción (1967)
- Ramón Sender: Don Juan en la mancebía (1968)
- Alfonso Paso: Por lo menos tres (1969)
- Al Bradley: Los amores de don Juan (1970) – película
- Roger Vadim: Don Juan ou Si Don Juan était une femme (1973) – con Brigitte
- Bardot en el papel de seductora.
- Derek Walcott: The Joker of Seville (1974)
- Tomás Aznar: Muera-Viva Don Juan (1976) – película
- Joni Mitchell: &quot;Don Juan&#39;s Reckless Daughter&quot;, canción y álbum (1977)
- Barbara Honigmann: Don Juan (1984)
- Jerónimo López Mozo: D. J. (1987)
- José Ricardo Morales: Ardor con ardor se paga (1987)
- Éric-Emmanuel Schmitt: La nuit de Valognes, teatro (1988)
- The Pet Shop Boys song &quot;Don Juan&quot; (1989) – utiliza la historia como metáfora de la seducción de los Balcanes por el nazismo en los ańos 30.
- Bert Nagel: Don Juan dementiert – novela (1989)
- Antonio Mercero: Don Juan, querido fantasma (1990) – película
- Georges Pichard: Exploits dun Don Juan, comic – inspirado en Guillaume-Apollinaire (1991)
- González Suárez: Don Juan en los infiernos (1991) – película
- »The Statue Got Me High« (1992), canción de They Might Be Giants
- Vicente Molina Foix: Don Juan último (1992)
- José Antonio Marina: Elogio y refutación del ingenio (1992 y 1994)
- Jeremy Leven: Don Juan de Marco (EEUU, 1995) – película protagonizada por Marlon Brando y Johnny Depp en el papel de Don Juan.
- José Luis Alonso de Santos: La sombra del Tenorio (1995)
- David Ives: Don Juan in Chicago, comedia (1997)
- Luis García Berlanga: Don Juan (1997) – película
- Javier Collazo y Juan Carlos Zorzi: Don Juan (1998) – ópera
- Gregory Maupin: Don Juan, A Comedy (2003)
- Peter Handke: Don Juan (erzählt von ihm selbst) (2004) – Don Juan por símismo, novela.
- José Saramago: Don Giovanni ou O Dissoluto Absolvido (2005)
- Jim Jarmusch: Broken Flowers, película (2005)
- Andrzej Bart: Don Juan raz jeszcze (Don Juan de nuevo), novela (2006)
- Ricard Carbonell: Don Giovanni (2006) – sobre Don Juan de E.T.A. Hoffmann, película.
- Joel Brees: The Don Juan Project (2006) – examen de la importancia del mito en el presente.
- Patrick Marber: Don Juan in Soho, teatro (2006)
- Roberto Arróniz: Tenorio, tango y tequila, poesía (2007)
- Robert Menasse: Don Juan de La Mancha oder die Erziehung der Lust (Roman, 2007)
- Jesús Campos García: La burladora de Sevilla y el Tenorio del siglo XXI, teatro (2008)
- Daniela Sommer: Der Mythos Don Juan in Oper und Theater des 17. bis 20. Jahrhunderts. Tectum, Marburg 2008.